# ロック・イン・リオ
ロック・イン・リオ（Rock in Rio）は不定期にブラジルのリオデジャネイロで開催されるロックフェスティバルである。

## 歴史
最初の開催は1985年1月11日から20日までの10日間開催され、クイーン、アイアン・メイデン、ジョージ・ベンソン、ジェームス・テイラー、ロッド・スチュワート、ゴーゴーズ、ニーナ・ハーゲン、AC/DC、スコーピオンズ、オジー・オズボーン、イエス、B-52'sらが出演、特にクイーンが出演した11日と19日の公演はグローボを通じ世界60カ国で中継され、2億人が視聴したとも言われている。
第2回は1991年1月18日から27日まで開催。プリンス、ガンズ・アンド・ローゼズ、ジョージ・マイケルらが出演した。第3回は2001年1月に開催。スティング、R.E.M.、オアシス、ブリトニー・スピアーズ、ニール・ヤング、レッド・ホット・チリ・ペッパーズらが出演。
ロック・イン・リオは2004年にポルトガルのリスボンにて海外初公演を実施。その後マドリード、メキシコシティでも開催された。2011年9月には第4回ロック・イン・リオが開催された。

## ロック・イン・リオ4
ロック・イン・リオ4は2016年リオ五輪のオリンピック村予定地にて2011年9月23日から10月2日まで開催された。9月26日から28日までは休演。ライブの模様はYouTubeで生放送された。主な出演アーティストは：
- 9月23日：エルトン・ジョン、リアーナ、ケイティ・ペリー
- 9月24日：レッド・ホット・チリ・ペッパーズ、スノウ・パトロール
- 9月25日：メタリカ、スリップノット
- 9月29日：スティーヴィー・ワンダー、Ke$ha
- 9月30日：シャキーラ、レニー・クラヴィッツ、イヴェッチ・サンガロ
- 10月1日：コールドプレイ、マルーン5、マナー、スカンク
- 10月2日：ガンズ・アンド・ローゼズ、システム・オブ・ア・ダウン

## ロック・イン・リオ5
ロック・イン・リオ5は2013年9月13日から22日にかけて（16日から18日は休演）開催され、ヘッドライナーにビヨンセ、ミューズ、ジャスティン・ティンバーレイク、メタリカ、ボン・ジョヴィ、ブルース・スプリングスティーン&Eストリート・バンド、アイアン・メイデンらが出演した。

## ロック・イン・リオ6
ロック・イン・リオ6は2015年9月18日から27日にかけて（21日から23日は休演）開催され、ヘッドライナーにクイーン+アダム・ランバート、メタリカ、ロッド・スチュワート、エルトン・ジョン、システム・オブ・ア・ダウン、スリップノット、リアーナ、ケリー・ペリーらが出演される予定。